# Ulise Petrescu
Ulise Petrescu (n. 9 august 1902, București - d. 21 septembrie 2005) a fost un bober român, care a concurat în cadrul competițiilor de bob la începutul anilor '30 ai secolului al XX-lea.
El a făcut parte din echipa României ca pilot de bob la Jocurile Olimpice de la Lake Placid (1932), la care a obținut locul 6 în proba de bob - 4.